# يوحنا الثالث عشر من القسطنطينية
يوحنا الثالث عشر (باليونانية: Ἰωάννης) (توفي بعد عام 1320)، كان بطريرك القسطنطينية المسكوني من سنة 1315 إلى 1319. كان قد خدم عند العلمانيين قبل أن يصبح بطريركًا وكان اسمه جلايكيس ميلودوس وكان يشار إليه أحيانًا باسم جون جلايكس.  وكان من تلاميذه العالم الفلكي البيزنطي نيكفوروس جريجوراس.